# Саботаж (фильм, 1936)
«Сабота́ж» (англ. Sabotage, другое название англ. I Married a Murderer) — кинофильм режиссёра Альфреда Хичкока, вышедший на экраны в 1936 году. Фильм снят по мотивам романа Джозефа Конрада «Секретный агент» (1907).

## Сюжет
Карл Верлок, владелец небольшого лондонского кинотеатра, ведет скромную, незаметную жизнь со своей женой Сильвией и её братом Стиви. Бизнес не приносит большого дохода, поэтому, чтобы свести концы с концами, он ради денег берется устраивать акции саботажа, например, отключение электричества в городе. Однако организаторы этой деятельности недовольны её масштабом, поэтому поручают Верлоку устроить взрыв во время праздничного парада. Он и не подозревает, что находится под наблюдением полицейского агента...

## В ролях
- Сильвия Сидни — миссис Верлок
- Оскар Хомолка — Карл Верлок
- Десмонд Тестер — Стиви
- Джон Лодер — Тед Спенсер
- Джойс Барбо — Рене
- Мэттью Болтон — суперинтендант Толбот
- С. Дж. Уормингтон — Холлингсхед
- Уильям Дьюхерст — профессор
- Остин Тревор — Владимир
- Торин Тэтчер — заговорщик

## Съёмочная группа
- Режиссёр: Альфред Хичкок
- Сценарий: И. В. Х. Эмметт, Иан Хэй, Хелен Симпсон, Альма Ревиль, Чарльз Беннетт
- Продюсеры: Айвор Монтегю, Майкл Бэлкон
- Оператор: Бернард Ноулз
- Композитор: Луис Леви
- Монтаж: Чарльз Френд

Предыдущий фильм Хичкока назывался «Секретный агент», поэтому чтобы не возникло путаницы  следующий фильм, снятый по роману Конрада с тем же названием, был назван «Саботаж». В 1942 году Хичкок снял фильм «Саботажник» (англ. «Saboteur»), и путаница всё-таки возникла. Именно по этой причине последняя кинокартина получила в русском прокате название «Диверсант».